# Record americani del nuoto
I record americani del nuoto sono i tempi più veloci mai ottenuti in una gara di nuoto da un nuotatore rappresentante una nazione del continente americano. La ratifica di questi record ricade presumibilmente sull'UANA, anche se tuttora essi non sono riconosciuti ufficialmente.
Questi record non sono da confondere con quelli nazionali statunitensi.
(Dati aggiornati al 25 giugno 2022)

## Vasca lunga (50m)

### Uomini
| Gara                     | Tempo    | +               | Atleta                                                                                        | Nazionalità | Data             | Evento                  | Luogo                   | Ref    |
| ------------------------ | -------- | --------------- | --------------------------------------------------------------------------------------------- | ----------- | ---------------- | ----------------------- | ----------------------- | ------ |
| Stile libero             |          |                 |                                                                                               |             |                  |                         |                         |        |
| 50 m                     | 20"91    | Record mondiale | César Cielo Filho                                                                             | Brasile     | 18 dicembre 2009 | Campionati brasiliani   | San Paolo, Brasile      | [ 1 ]  |
| 100 m                    | 46"91    |                 | César Cielo Filho                                                                             | Brasile     | 30 luglio 2009   | Campionati mondiali     | Roma, Italia            | [ 2 ]  |
| 200 m                    | 1'42"96  |                 | Michael Phelps                                                                                | Stati Uniti | 12 agosto 2008   | Giochi olimpici         | Pechino, Cina           | [ 3 ]  |
| 400 m                    | 3'42"78  |                 | Larsen Jensen                                                                                 | Stati Uniti | 10 agosto 2008   | Giochi olimpici         | Pechino, Cina           | [ 4 ]  |
| 800 m                    | 7'39"36  |                 | Robert Finke                                                                                  | Stati Uniti | 21 giugno 2022   | Campionati mondiali     | Budapest, Ungheria      |        |
| 1500 m                   | 14'36"70 |                 | Robert Finke                                                                                  | Stati Uniti | 25 giugno 2022   | Campionati mondiali     | Budapest, Ungheria      |        |
| Dorso                    |          |                 |                                                                                               |             |                  |                         |                         |        |
| 50 m                     | 23"71    | Record mondiale | Hunter Armstrong                                                                              | Stati Uniti | 28 aprile 2022   | Campionati statunitensi | Greensboro, Stati Uniti |        |
| 100 m                    | 51"85    | s               | Ryan Murphy                                                                                   | Stati Uniti | 1 agosto 2016    | Giochi olimpici         | Rio de Janeiro, Brasile | [ 5 ]  |
| 200 m                    | 1'51"92  | Record mondiale | Aaron Peirsol                                                                                 | Stati Uniti | 31 luglio 2009   | Campionati mondiali     | Roma, Italia            | [ 6 ]  |
| Rana                     |          |                 |                                                                                               |             |                  |                         |                         |        |
| 50 m                     | 26"33    |                 | Felipe Lima                                                                                   | Brasile     | 9 giugno 2019    | Mare Nostrum            | Montecarlo, Monaco      |        |
| 100 m                    | 58"14    | sf              | Michael Andrew                                                                                | Stati Uniti | 13 giugno 2021   | Campionati statunitensi | Omaha, Stati Uniti      |        |
| 200 m                    | 2'07"17  |                 | Josh Prenot                                                                                   | Stati Uniti | 30 giugno 2016   | Campionati statunitensi | Omaha, Stati Uniti      | [ 7 ]  |
| Farfalla                 |          |                 |                                                                                               |             |                  |                         |                         |        |
| 50 m                     | 22"35    |                 | Caeleb Dressel                                                                                | Stati Uniti | 22 luglio 2019   | Campionati mondiali     | Gwangju, Corea del Sud  | [ 8 ]  |
| 100 m                    | 49"45    | Record mondiale | Caeleb Dressel                                                                                | Stati Uniti | 31 luglio 2021   | Giochi olimpici         | Tokyo, Giappone         |        |
| 200 m                    | 1'51"51  |                 | Michael Phelps                                                                                | Stati Uniti | 29 luglio 2009   | Campionati mondiali     | Roma, Italia            | [ 9 ]  |
| Misti                    |          |                 |                                                                                               |             |                  |                         |                         |        |
| 200 m                    | 1'54"00  | Record mondiale | Ryan Lochte                                                                                   | Stati Uniti | 28 luglio 2011   | Campionati mondiali     | Shanghai, Cina          | [ 10 ] |
| 400 m                    | 4'03"84  | Record mondiale | Michael Phelps                                                                                | Stati Uniti | 10 agosto 2008   | Giochi olimpici         | Pechino, Cina           | [ 11 ] |
| Staffette a stile libero |          |                 |                                                                                               |             |                  |                         |                         |        |
| 4x100 m                  | 3'08"24  | Record mondiale | Michael Phelps (47"51) Garrett Weber-Gale (47"02) Cullen Jones (47"65) Jason Lezak (46"06)    | Stati Uniti | 11 agosto 2008   | Giochi olimpici         | Pechino, Cina           | [ 12 ] |
| 4x200 m                  | 6'58"55  | Record mondiale | Michael Phelps (1'44"49) Ricky Berens (1'44"13) David Walters (1'45"47) Ryan Lochte (1'44"46) | Stati Uniti | 31 luglio 2009   | Campionati mondiali     | Roma, Italia            | [ 13 ] |
| Staffetta mista          |          |                 |                                                                                               |             |                  |                         |                         |        |
| 4x100 m                  | 3'26"78  | Record mondiale | Ryan Murphy (52"31) Michael Andrew (58"49) Caeleb Dressel (49"09) Zach Apple (46"95)          | Stati Uniti | 1 agosto 2021    | Giochi olimpici         | Tokyo, Giappone         |        |

Legenda:  - Record del mondo;

Record non ottenuti in finale: (b) - batteria; (sf) - semifinale; (s) - staffetta prima frazione.

### Donne
| Gara                     | Tempo    | +               | Atleta                                                                                              | Nazionalità | Data             | Evento                  | Luogo                        | Ref    |
| ------------------------ | -------- | --------------- | --------------------------------------------------------------------------------------------------- | ----------- | ---------------- | ----------------------- | ---------------------------- | ------ |
| Stile libero             |          |                 | |             |                  |                         |                              |        |
| 50 m                     | 23"91    |                 | Kate Douglass                                                                                       | Stati Uniti | 18 Febbraio 2024 | Campionati mondiali     | Doha, Qatar                  | [ 14 ] |
| 100 m                    | 52"04    |                 | Simone Manuel                                                                                       | Stati Uniti | 26 luglio 2019   | Campionati mondiali     | Gwangju, Corea del Sud       | [ 15 ] |
| 200 m                    | 1'53"61  |                 | Allison Schmitt                                                                                     | Stati Uniti | 31 luglio 2012   | Giochi Olimpici         | Londra, Regno Unito          | [ 16 ] |
| 400 m                    | 3'54"18  | Record mondiale | Summer McIntosh                                                                                     | Canada      | 7 giugno 2025    | Trials canadesi         | Victoria, Canada             |        |
| 800 m                    | 8'04"12  | Record mondiale | Katie Ledecky                                                                                       | Stati Uniti | 3 maggio 2025    | Pro Swim Series         | Fort Lauderdale, Stati Uniti | [ 17 ] |
| 1500 m                   | 15'20"48 | Record mondiale | Katie Ledecky                                                                                       | Stati Uniti | 16 maggio 2018   | TYR Pro Swim Series     | Indianapolis, Stati Uniti    | [ 18 ] |
| Dorso                    |          |                 | |             |                  |                         |                              |        |
| 50 m                     | 27"12    |                 | Katharine Berkoff                                                                                   | Stati Uniti | 28 aprile 2022   | Campionati statunitensi | Greensboro, Stati Uniti      |        |
| 100 m                    | 57"57    | s               | Regan Smith                                                                                         | Stati Uniti | 28 luglio 2019   | Campionati mondiali     | Gwangju, Corea del Sud       | [ 19 ] |
| 200 m                    | 2'03"35  | sf              | Regan Smith                                                                                         | Stati Uniti | 26 luglio 2019   | Campionati mondiali     | Gwangju, Corea del Sud       | [ 20 ] |
| Rana                     |          |                 | |             |                  |                         |                              |        |
| 50 m                     | 29"40    |                 | Lilly King                                                                                          | Stati Uniti | 30 luglio 2017   | Campionati mondiali     | Budapest, Ungheria           | [ 21 ] |
| 100 m                    | 1'04"13  | Record mondiale | Lilly King                                                                                          | Stati Uniti | 25 luglio 2017   | Campionati mondiali     | Budapest, Ungheria           | [ 22 ] |
| 200 m                    | 2'19"59  |                 | Rebecca Soni                                                                                        | Stati Uniti | 2 agosto 2012    | Giochi olimpici         | Londra, Regno Unito          | [ 23 ] |
| Farfalla                 |          |                 | |             |                  |                         |                              |        |
| 50 m                     | 25"11    |                 | Gretchen Walsh                                                                                      | Stati Uniti | 28 giugno 2023   | Campionati statunitensi | Indianapolis, Stati Uniti    |        |
| 100 m                    | 54"60    |                 | Gretchen Walsh                                                                                      | Stati Uniti | 3 maggio 2025    | Pro Swim Series         | Fort Lauderdale, Stati Uniti | [ 17 ] |
| 200 m                    | 2'04"14  | b               | Mary Mohler                                                                                         | Stati Uniti | 29 luglio 2009   | Campionati mondiali     | Roma, Italia                 |        |
| Misti                    |          |                 | |             |                  |                         |                              |        |
| 200 m                    | 2'05"70  | Record mondiale | Summer McIntosh                                                                                     | Canada      | 9 giugno 2025    | Trials canadesi         | Victoria, Canada             |        |
| 400 m                    | 4'23"65  | Record mondiale | Summer McIntosh                                                                                     | Canada      | 12 giugno 2025   | Trials canadesi         | Victoria, Canada             | [ 24 ] |
| Staffette a stile libero |          |                 | |             |                  |                         |                              |        |
| 4x100 m                  | 3'30"20  |                 | Kate Douglass (52"98) Gretchen Walsh (52"55) Torri Husk (52"06) Simone Manuel (52"61)               | Stati Uniti | 27 luglio 2024   | Giochi Olimpici         | Parigi, Francia              |        |
| 4x200 m                  | 7'40"73  |                 | Allison Schmitt (1'56"34) Paige Madden (1'55"25) Katie McLaughlin (1'55"38) Katie Ledecky (1'53"76) | Stati Uniti | 29 luglio 2021   | Giochi olimpici         | Tokyo, Giappone              |        |
| Staffetta mista          |          |                 | |             |                  |                         |                              |        |
| 4x100 m                  | 3'50"40  | Record mondiale | Regan Smith (57"57) Lilly King (1'04"81) Kelsi Dahlia (56"16) Simone Manuel (51"86)                 | Stati Uniti | 30 luglio 2019   | Campionati mondiali     | Gwangju, Corea del Sud       | [ 25 ] |

Legenda:  - Record del mondo;

Record non ottenuti in finale: (b) - batteria; (sf) - semifinale; (s) - staffetta prima frazione.

### Mista
| Gara                     | Tempo   | + | Atleta                                                                                       | Nazionalità | Data           | Evento              | Luogo                  | Ref    |
| ------------------------ | ------- | - | -------------------------------------------------------------------------------------------- | ----------- | -------------- | ------------------- | ---------------------- | ------ |
| Staffetta a stile libero |         |   |                                                                                              |             |                |                     |                        |        |
| 4x100 m                  | 3'19"40 |   | Caeleb Dressel (47"34) Zachary Apple (47"34) Mallory Comerford (52"72) Simone Manuel (52"00) | Stati Uniti | 27 luglio 2019 | Campionati mondiali | Gwangju, Corea del Sud | [ 26 ] |
| Staffetta mista          |         |   |                                                                                              |             |                |                     |                        |        |
| 4x100 m                  | 3'38"56 |   | Matt Grevers (52"32) Lilly King (1'04"15) Caeleb Dressel (49"92) Simone Manuel (52"17)       | Stati Uniti | 26 luglio 2017 | Campionati mondiali | Budapest, Ungheria     | [ 27 ] |

Legenda:  - Record del mondo;

Record non ottenuti in finale: (b) - batteria; (sf) - semifinale; (s) - staffetta prima frazione.

## Vasca corta (25m)

### Uomini
| Gara                     | Tempo    | +               | Atleta                                                                                        | Nazionalità | Data             | Evento                        | Luogo                      | Ref    |
| ------------------------ | -------- | --------------- | --------------------------------------------------------------------------------------------- | ----------- | ---------------- | ----------------------------- | -------------------------- | ------ |
| Stile libero             |          |                 |                                                                                               |             |                  |                               |                            |        |
| 50 m                     | 20"16    | Record mondiale | Caeleb Dressel                                                                                | Stati Uniti | 21 novembre 2020 | International Swimming League | Budapest, Ungheria         |        |
| 100 m                    | 45"05    | s               | Jack Alexy                                                                                    | Stati Uniti | 10 dicembre 2024 | Campionati mondiali           | Budapest, Ungheria         |        |
| 200 m                    | 1'40"49  |                 | Townley Haas                                                                                  | Stati Uniti | 22 novembre 2020 | International Swimming League | Budapest, Ungheria         |        |
| 400 m                    | 3'34"38  |                 | Kieran Smith                                                                                  | Stati Uniti | 15 dicembre 2022 | Campionati mondiali           | Melbourne, Australia       |        |
| 800 m                    | 7'30"41  |                 | David Johnston                                                                                | Stati Uniti | 24 agosto 2022   | Campionati australiani        | Sydney, Australia          |        |
| 1500 m                   | 14'19"29 |                 | Connor Jaeger                                                                                 | Stati Uniti | 12 dicembre 2015 | Duel in the Pool              | Indianapolis, Stati Uniti  | [ 28 ] |
| Dorso                    |          |                 |                                                                                               |             |                  |                               |                            |        |
| 50 m                     | 22"53    |                 | Ryan Murphy                                                                                   | Stati Uniti | 25 novembre 2021 | International Swimming League | Eindhoven, Paesi Bassi     |        |
| 100 m                    | 48"33    | Record mondiale | Coleman Stewart                                                                               | Stati Uniti | 29 agosto 2021   | International Swimming League | Napoli, Italia             |        |
| 200 m                    | 1'46"68  |                 | Ryan Lochte                                                                                   | Stati Uniti | 19 dicembre 2010 | Campionati mondiali           | Dubai, Emirati Arabi Uniti | [ 29 ] |
| Rana                     |          |                 |                                                                                               |             |                  |                               |                            |        |
| 50 m                     | 25"38    |                 | Nic Fink                                                                                      | Stati Uniti | 18 dicembre 2022 | Campionati mondiali           | Melbourne, Australia       |        |
| 100 m                    | 55"56    |                 | Nic Fink                                                                                      | Stati Uniti | 4 dicembre 2021  | International Swimming League | Eindhoven, Paesi Bassi     |        |
| 200 m                    | 2'01"60  |                 | Nic Fink                                                                                      | Stati Uniti | 16 dicembre 2022 | Campionati mondiali           | Melbourne, Australia       |        |
| Farfalla                 |          |                 |                                                                                               |             |                  |                               |                            |        |
| 50 m                     | 21"67    |                 | Ilya Kharun                                                                                   | Canada      | 11 dicembre 2024 | Campionati mondiali           | Budapest, Ungheria         |        |
| 100 m                    | 47"78    | Record mondiale | Caeleb Dressel                                                                                | Stati Uniti | 21 novembre 2020 | International Swimming League | Budapest, Ungheria         |        |
| 200 m                    | 1'48"66  |                 | Tom Shields                                                                                   | Stati Uniti | 22 novembre 2020 | International Swimming League | Budapest, Ungheria         |        |
| Misti                    |          |                 |                                                                                               |             |                  |                               |                            |        |
| 100 m                    | 49"28    | Record mondiale | Caeleb Dressel                                                                                | Stati Uniti | 22 novembre 2020 | International Swimming League | Budapest, Ungheria         |        |
| 200 m                    | 1'49"51  |                 | Shaine Casas                                                                                  | Stati Uniti | 10 dicembre 2024 | Campionati mondiali           | Budapest, Ungheria         |        |
| 400 m                    | 3'55"50  |                 | Ryan Lochte                                                                                   | Stati Uniti | 16 dicembre 2010 | Campionati mondiali           | Dubai, Emirati Arabi Uniti | [ 30 ] |
| Staffette a stile libero |          |                 |                                                                                               |             |                  |                               |                            |        |
| 4x50 m                   | 1'21"80  | Record mondiale | Caeleb Dressel (20"43) Ryan Held (20"25) Jack Conger (20"59) Michael Chadwick (20"53)         | Stati Uniti | 14 dicembre 2018 | Campionati mondiali           | Hangzhou, Cina             | [ 31 ] |
| 4x100 m                  | 3'01"66  | Record mondiale | Jack Alexy (45"05) Luke Hobson (45"18) Kieran Smith (46"01) Chris Guiliano (45"42)            | Stati Uniti | 10 dicembre 2024 | Campionati mondiali           | Budapest, Ungheria         |        |
| 4x200 m                  | 6'44"12  | Record mondiale | Kieran Smith (1'41"04) Carson Foster (1'40"48) Trenton Julian (1'41"44) Drew Kibler (1'41"16) | Stati Uniti | 16 dicembre 2022 | Campionati mondiali           | Melbourne, Australia       |        |
| Staffette miste          |          |                 |                                                                                               |             |                  |                               |                            |        |
| 4x50 m                   | 1'30"37  |                 | Ryan Murphy (22"61) Nic Fink (25"24) Shaine Casas (22"13) Michael Andrew (20"39)              | Stati Uniti | 17 dicembre 2022 | Campionati mondiali           | Melbourne, Australia       |        |
| 4x100 m                  | 3'18"98  | Record mondiale | Ryan Murphy (48"96) Nic Fink (54"88) Trenton Julian (49"19) Kieran Smith (45"95)              | Stati Uniti | 18 dicembre 2022 | Campionati mondiali           | Melbourne, Australia       |        |

Legenda:  - Record del mondo;

Record non ottenuti in finale: (b) - batteria; (sf) - semifinale; (s) - staffetta prima frazione.

### Donne
| Gara                     | Tempo    | +               | Atleta                                                                                              | Nazionalità | Data                           | Evento                              | Luogo                               | Ref           |
| ------------------------ | -------- | --------------- | --------------------------------------------------------------------------------------------------- | ----------- | ------------------------------ | ----------------------------------- | ----------------------------------- | ------------- |
| Stile libero             |          |                 | |             |                                |                                     |                                     |               |
| 50 m                     | 23"44    |                 | Abbey Weitzeil                                                                                      | Stati Uniti | 18 settembre 2021              | International Swimming League       | Napoli, Italia                      |               |
| 100 m                    | 51"26    |                 | Abbey Weitzeil                                                                                      | Stati Uniti | 10 novembre 2020               | International Swimming League       | Budapest, Ungheria                  |               |
| 200 m                    | 1'51"67  |                 | Allison Schmitt                                                                                     | Stati Uniti | 19 dicembre 2009               | Duel in the Pool                    | Manchester, Regno Unito             |               |
| 400 m                    | 3'50"24  | Record mondiale | Summer McIntosh                                                                                     | Canada      | 10 dicembre 2024               | Campionati mondiali                 | Budapest, Ungheria                  |               |
| 800 m                    | 7'57"42  | Record mondiale | Katie Ledecky                                                                                       | Stati Uniti | 5 novembre 2022                | Coppa del Mondo                     | Indianapolis, Stati Uniti d'America |               |
| 1500 m                   | 15'08"24 | Record mondiale | Katie Ledecky                                                                                       | Stati Uniti | 29 ottobre 2022                | Coppa del Mondo                     | Toronto, Canada                     |               |
| Dorso                    |          |                 | |             |                                |                                     |                                     |               |
| 50 m                     | 25"25    | Record mondiale | Margaret MacNeil                                                                                    | Canada      | 16 dicembre 2022               | Campionati mondiali                 | Melbourne, Australia                |               |
| 100                      | 55"04    |                 | Olivia Smoliga                                                                                      | Stati Uniti | 22 novembre 2020               | International Swimming League       | Budapest, Ungheria                  |               |
| 200 m                    | 2'00"03  |                 | Missy Franklin                                                                                      | Stati Uniti | 22 ottobre 2011                | Coppa del Mondo                     | Berlino, Germania                   | [ 32 ]        |
| Rana                     |          |                 | |             |                                |                                     |                                     |               |
| 50 m                     | 28"56    |                 | Alia Atkinson                                                                                       | Giamaica    | 6 ottobre 2018                 | Coppa del Mondo                     | Budapest, Ungheria                  | [ 33 ]        |
| 100 m                    | 1'02"36  | Record mondiale | Alia Atkinson                                                                                       | Giamaica    | 6 dicembre 2014 26 agosto 2016 | Campionati mondiali Coppa del Mondo | Doha, Qatar Chartres, Francia       | [ 34 ] [ 35 ] |
| 200 m                    | 2'14"57  | Record mondiale | Rebecca Soni                                                                                        | Stati Uniti | 18 dicembre 2009               | Duel in the Pool                    | Manchester, Regno Unito             |               |
| Farfalla                 |          |                 | |             |                                |                                     |                                     |               |
| 50 m                     | 23"94    | Record mondiale | Gretchen Walsh                                                                                      | Stati Uniti | 10 dicembre 2024               | Campionati mondiali                 | Budapest, Ungheria                  |               |
| 100 m                    | 54"05    | Record mondiale | Margaret MacNeil                                                                                    | Canada      | 18 dicembre 2022               | Campionati mondiali                 | Melbourne, Australia                |               |
| 200 m                    | 2'01"73  |                 | Kelsi Dahlia                                                                                        | Stati Uniti | 12 dicembre 2018               | Campionati mondiali                 | Hangzhou, Cina                      |               |
| Misti                    |          |                 | |             |                                |                                     |                                     |               |
| 100 m                    | 57"72    |                 | Beata Nelson                                                                                        | Stati Uniti | 4 dicembre 2021                | International Swimming League       | Eindhoven, Paesi Bassi              |               |
| 200 m                    | 2'01"63  | Record mondiale | Kate Douglass                                                                                       | Stati Uniti | 10 dicembre 2024               | Campionati mondiali                 | Budapest, Ungheria                  |               |
| 400 m                    | 4'21"04  |                 | Julia Smit                                                                                          | Stati Uniti | 18 dicembre 2009               | Duel in the Pool                    | Manchester, Regno Unito             |               |
| Staffette a stile libero |          |                 | |             |                                |                                     |                                     |               |
| 4x50 m                   | 1'33"89  |                 | Torri Huske (24"08) Claire Curzan (23"30) Erika Brown (23"74) Kate Douglass (22"77)                 | Stati Uniti | 15 dicembre 2022               | Campionati mondiali                 | Melbourne, Australia                |               |
| 4x100 m                  | 3'25"01  | Record mondiale | Kate Douglass (50"95) Katharine Berkoff (51"38) Alex Shackell (52"01) Gretchen Walsh (50"67)        | Stati Uniti | 10 dicembre 2024               | Campionati mondiali                 | Budapest, Ungheria                  |               |
| 4x200 m                  | 7'32"96  |                 | Summer McIntosh (1'54"30) Kayla Sanchez (1'52"97) Katerine Savard (1'54"01) Rebecca Smith (1'51"68) | Canada      | 20 dicembre 2021               | Campionati mondiali                 | Abu Dhabi, Emirati Arabi Uniti      |               |
| Staffette miste          |          |                 | |             |                                |                                     |                                     |               |
| 4x50 m                   | 1'42"38  | Record mondiale | Olivia Smoliga (25"97) Katie Meili (29"29) Kelsi Dahlia (24"02) Mallory Comerford (23"10)           | Stati Uniti | 12 dicembre 2018               | Campionati mondiali                 | Hangzhou, Cina                      | [ 36 ]        |
| 4x100 m                  | 3'44"35  | Record mondiale | Claire Curzan (56"47) Lilly King (1'02"88) Torri Huske (54"53) Kate Douglass (50"47)                | Stati Uniti | 18 dicembre 2022               | Campionati mondiali                 | Melbourne, Australia                |               |

Legenda:  - Record del mondo;

Record non ottenuti in finale: (b) - batteria; (sf) - semifinale; (s) - staffetta prima frazione.

### Mista
| Gara                     | Tempo   | +               | Atleta                                                                                  | Nazionalità | Data             | Evento              | Luogo                | Ref    |
| ------------------------ | ------- | --------------- | --------------------------------------------------------------------------------------- | ----------- | ---------------- | ------------------- | -------------------- | ------ |
| Staffetta a stile libero |         |                 |                                                                                         |             |                  |                     |                      |        |
| 4x50 m                   | 1'27"89 |                 | Caeleb Dressel (20"43) Ryan Held (20"60) Mallory Comerford (23"44) Kelsi Dahlia (23"42) | Stati Uniti | 12 dicembre 2018 | Campionati mondiali | Hangzhou, Cina       | [ 37 ] |
| Staffetta mista          |         |                 |                                                                                         |             |                  |                     |                      |        |
| 4x50 m                   | 1'35"15 | Record mondiale | Ryan Murphy (22"37) Nic Fink (24"96) Kate Douglass (24"09) Torri Huske (23"73)          | Stati Uniti | 14 dicembre 2022 | Campionati mondiali | Melbourne, Australia |        |

Legenda:  - Record del mondo;

Record non ottenuti in finale: (b) - batteria; (sf) - semifinale; (s) - staffetta prima frazione.